# Водолага (станція)
Водолага — проміжна залізнична станція Харківської дирекції Південної залізниці на дільниці Мерефа — Красноград між зупинним пунктом Джгун (6 км) та станцією Кварцовий (4 км), а також між станціями Ордівка (10 км) та Кварцовий (4 км). До станції Красноград — 56 км. 
Розташована у смт Нова Водолага Нововодолазького району Харківської області.
На станції зупиняються електропоїзди приміського сполучення у напрямку Харкова та Краснограда.

## Історія
Станція Водолага була відкрита у 1927 році.
У 1974 році станція була електрифікована постійним струмом під час електрифікації лінії Мерефа — Власівка
На початку липня 2009 року було урочисто відкрито оновлений вокзальний комплекс після капітального ремонту коштом Південної залізниці. Зокрема, у старій будівлі вокзалу було утеплено стіни та перероблено залу очікування для пасажирів, квиткові каси та товарну контору, а також облаштовано побутові приміщення, душова та їдальня для робітників станції. Крім того, товарна контора обладнана супутниковим зв'язком. Також були  відремонтовані станційні споруди, рекоструйовані дві пасажирські платформи, на яких встановлені павільйони, світильники та лавки.

## Галерея

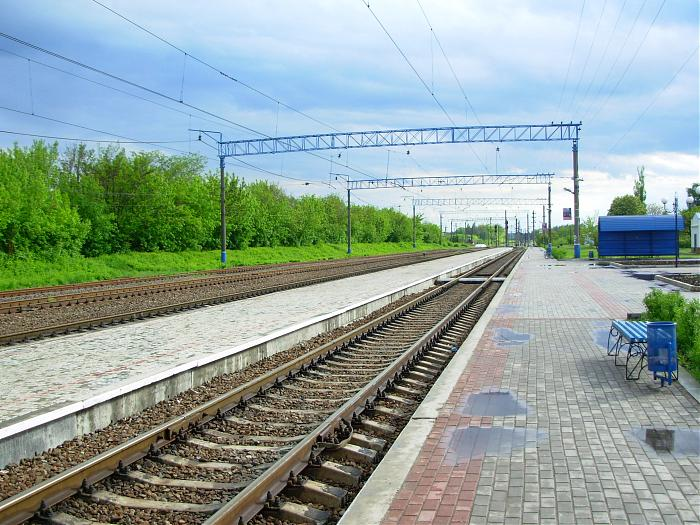
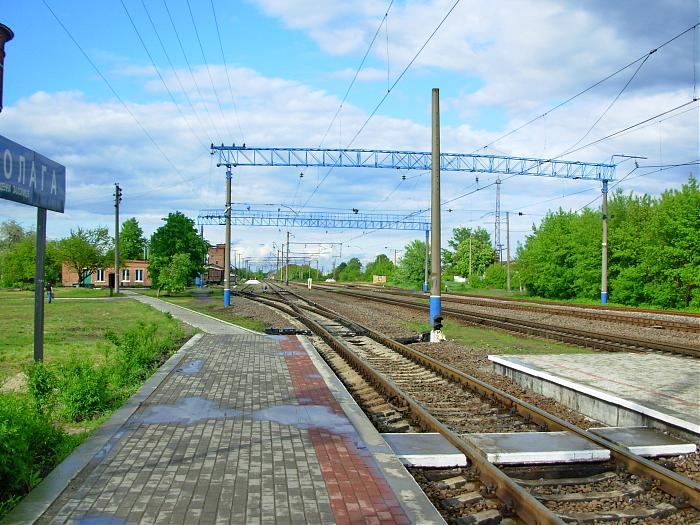